# Vincent Leleux
Pour les articles homonymes, voir Leleux.
Vincent Leleux, né le 17 avril 1788 à Saint-Valery-sur-Somme et mort le 7 octobre 1852 à Lille, est un imprimeur-libraire et homme de lettres français, principalement connu pour avoir fondé L'Écho du Nord en 1819.

## Biographie
Né le 17 avril 1788 à Saint-Valery-sur-Somme, où son père travaille alors comme commis aux aides, Jacques-Vincent-Joseph appartient à une famille originaire de province de Flandre.
Le 2 juillet 1808, à Lille, Vincent Leleux, propriétaire à La Bassée, épouse Philippine-Adélaïde-Charlotte Drapiez (1781-1872), fille de feu Jean-Baptiste Drapiez (1752-1799), pharmacien et premier magistrat de la capitale des Flandres.

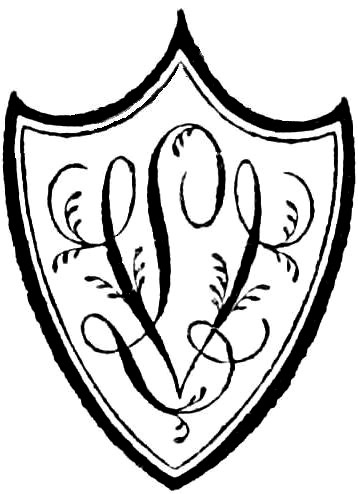
Marque d'imprimeur de Vincent Leleux.

Établi à Lille comme imprimeur-libraire, Leleux fonde, le 15 août 1819 L’Écho du Nord, dont les locaux se situent d'abord au no 10 puis au no 8 de la Grand-Place. Ce journal défend les idées libérales, ce qui attire à son directeur plusieurs condamnations et incarcérations.
Outre ses fonctions d'imprimeur et de gérant de L’Écho du Nord, Leleux publie des poésies et rédige des notices pour les Archives historiques et littéraires du nord de la France.
Malade, il meurt des suites d'une hémorragie le 7 octobre 1852, à son domicile du no 8 de la Grand-Place. Son fils Alexandre lui succède à la direction de L’Écho du Nord.